# Andrea Prencipe
Andrea Prencipe (Manfredonia, 28 aprile 1968) è un economista italiano, ex-rettore dell'Università Luiss Guido Carli.

## Biografia
Diplomatosi presso il Liceo Scientifico Galileo Galilei di Manfredonia, Andrea Prencipe si è laureato in Economia e Commercio all'Università degli Studi "Gabriele d'Annunzio" di Chieti-Pescara. Successivamente, ha conseguito il Master in Management dell'Innovazione presso la Scuola Superiore S. Anna di Pisa, il Master in Technology Innovation Management e il Ph.D. in Science and Technology Policy Studies presso lo SPRU-Università del Sussex. 
È stato Visiting Professor presso la Rotterdam School of Management, la BI School of Management, Oslo, e l'Imperial College Business School, Imperial College, Londra e Honorary Professor presso lo SPRU (Università del Sussex). È stato invitato come relatore presso Harvard Business School (Stati Uniti), London Business School (Gran Bretagna), Università del Michigan (US), Università di Oxford (Gran Bretagna), Università di Linköping (Svezia), Cass Business School della City University (Gran Bretagna).
Coordinatore scientifico del Master FHINK - il Corporate Master di Finmeccanica, Andrea Prencipe ha ricoperto anche posizioni accademiche presso lo SPRU (Università del Sussex), l'INSEAD e l'Università G. d'Annunzio. Dal 2015 al 2018 ha operato in qualità di Associate Dean della Luiss Business School e dal 2016 al 2018 ha ricoperto la carica di Prorettore Vicario della Luiss Guido Carli . Inoltre, da una recente intervista, è attualmente Professore Ordinario di Organizzazione e Innovazione sempre presso la stessa istituzione. Andrea Prencipe è stato nominato rettore dell'Università Luiss Guido Carli nel giugno del 2018. Dal settembre 2020 fa parte del Gruppo degli Special Friends, struttura consultiva dell’UNHCR (Agenzia ONU per i Rifugiati) in Italia

## Interessi di ricerca
Andrea Prencipe è un convinto sostenitore che l'innovazione sia un cambiamento tecnologico e organizzativo che genera valore socio-economico: l'innovazione costituisce una leva strategica per la competitività delle imprese, le organizzazioni, i territori, ed i Paesi.
I suoi interessi di ricerca si sono articolati lungo due filoni: l'organizzazione dei processi innovativi e l'apprendimento e routine nelle organizzazioni.
Nel tempo, ha maturato la convinzione che lo studio dei processi innovativi richieda una comprensione delle dinamiche che sottendono al cambiamento fondata sui comportamenti degli individui; ha perciò spostato la sua attenzione dallo studio dell'organizzazione a quello dei team.
Tra i suoi studi, anche le relazioni tra capitale sociale locale e processi innovativi d'impresa e il ruolo delle culture nazionali nei processi di crowdfunding.

## Riconoscimenti
- Del 1994/1995 il “Roy Rothwell Prize” per la migliore tesi di Master, SPRU.
- Nel 2017 gli è stato riconosciuto l'impegno accademico a favore dell'Innovazione e dello Sviluppo manageriale con l'assegnazione del Premio “Virgo Fidelis” [11]
- Nel 2018 gli sono stati conferiti il “Premio 100 Eccellenze Italiane” [12], il “Delfino d'Oro” [13] e l'Argos Hippium[14]
- Nel 2019, Andrea Prencipe è stato insignito del XXVIII Premio Internazionale di Cultura “Re Manfredi” [15] e del Premio Benigno e Filomena Suffoletta, destinato a persone legate all'Abruzzo distintesi nel proprio campo professionale[16]

## Vita privata
Andrea Prencipe è sposato e ha due figli.

## Opere
- La digital transformation di una multi-utility. Tecnologia e persone, fattori chiave dell'esperienza ACEA (con Luca Giustiniano), Milano, Mind Edizioni, 2017
- The Digital Business Ecosystem (con Angelo Corallo e Giuseppina Passiante), Edward Elgar, 2007
- The Business of Systems Integration (con Andrew Davies e Michael Hobday), Oxford University Press, 2003
- Competenze tecnologiche, divisione del lavoro e confini d'impresa. Il caso della motoristica aeronautica, Milano, Franco Angeli, 2000.

## Pubblicazioni
- Divide to Connect: Reorganization through R&D Unit Spinout as Linking Context of Intra-Corporate Networks (con Bruno Cirillo e Stefano Breschi), Research Policy, 2018, 47, 9, pp. 1585–1600
- Crowd Equity Investors: An Underutilised Asset for Open Innovation in Start-Ups (con Francesca Di Pietro e Ann Majchrzak), California Management Review, 2017, 60, 2, pp. 43–70
- Trapped or spurred by the home region? The effects of potential social capital on involvement in foreign markets for goods and technology (con Keld Laursen e Francesca Masciarelli) Journal of International Business Studies, 2012, 43, 9, pp. 783–807.
- Organizing Inter-Industry Architecture: Evidence from the Mobile Communication Industry (con Ferdinand Jaspers e Jan van den Ende), Journal of Product Innovation Management, 2012, 29, 3, pp. 419–431
- Regions Matter: How Regional Characteristics Affect External Knowledge Acquisition and Innovation (con Keld Laursen e Francesca Masciarelli), Organization Science, 2012, 23, pp. 177–193
- Does Distance Hinder Coordination? Identifying and Bridging Boundaries of Offshored Work (con Federica Ceci), Journal of International Management, 2013, 19, 4, pp. 324–332
- Organizational Invariants and Organizational Change: The Case of Pilkington plc (con Anna Grandori), European Management Review, 2008, 5, 4, pp. 232–244
- Networks of Innovation and Modularity: a Dynamic Perspective (con Henry William Chesbrough), International Journal of Technology Management, 2008, 42, 4, pp. 414–425
- Configuring Capabilities for Integrated Solutions (con Federica Ceci), Industry & Innovation, 2008, 15, 3, pp. 277–296.
- Making Design Rules (con Stefano Brusoni e Silvio Tronchetti Provera), Organization Science, 2006, 17, 2, pp. 179–189
- Systems Integration: A Core Capability of the Modern Corporation (con Andrew Davies e Michael Hobday), Industrial and Corporate Change, 2005, 14, 6, pp. 1109–1143
- Dynamic Capabilities and Sustained Innovation: Strategic Control and Financial Commitment at Rolls-Royce plc (con William Lazonick), Industrial and Corporate Change, 2005, 14, 3
- Memory of the Organisation and Memories within the Organization (con Massimo Paoli), Journal of Management and Governance, 2003, 7, 2, pp. 145–162
- Knowledge Specialization, Organizational Coupling, and the Boundaries of the Firm: Why Do Firms Know More Than They Make? (con Stefano Brusoni e Keith Pavitt), Administrative Science Quarterly, 2001, 46, 4, pp. 597–621
- Managing Knowledge in Loosely Coupled Systems (con Stefano Brusoni), Journal of Management Studies, 2001, 38, 7
- Inter-Project Learning: Processes and Outcomes of Knowledge Codification in Project-Based Firms (con Fredrik Tell), Research Policy, 2001, 30, pp. 1373–1394
- Unpacking the Black Box of Modularity: Technology, Product, and Organization (con Stefano Brusoni), Industrial and Corporate Change, 2001, 21, 1
- Breadth and Depth of Technological Capabilities in Complex Product Systems: The Case of the Aircraft Engine Control System, Research Policy, 2000, 29, pp. 895–911